# Malene Choi Jensen
Malene Choi Jensen (født 1973) er en dansk filminstruktør.
Hun er uddannet dokumentarfilminstruktør fra Den Danske Filmskole, hvorfra hun dimitterede i 2005. Malene Choi Jensen er adopteret fra Sydkorea og er bosat i København.

## Filmografi
- Essay (eksperimentalfilm, 2001)
- Søster Palsang Amor (dokumentarfilm, 2003)
- Con Ella (dokumentarfilm, 2004)
- InshAllah (dokumentarfilm, 2005)
- Voice over voice (eksperimentalfilm, 2007)
- Dyret (kort fiktion, 2011)
- Hende (kort fiktion, 2015)
- Skoven (kort fiktion, 2015)
- The Return (dramatiseret dokumentar, 2018)
- Stille Liv (spillefilm, 2023)